# مارديك مارديكيان
مارديك كيفورك مارديكيان (مواليد 14 مارس 1992) لاعب كرة قدم سوري مقيم في اللاذقية من أصل أرمني يجيد اللعب في مركز الهجوم. يلعب حاليًا مع نادي حطين. شارك مع منتخب سوريا الوطني ولعب مع نادي حطين وأندية أخرى.

## روابط خارجية
- مارديك مارديكيان على موقع قاعدة بيانات كرة القدم.إي يو (الإنجليزية)
- مارديك مارديكيان على موقع ناشيونال فوتبول تيمز (الإنجليزية)
- مارديك مارديكيان على موقع Soccerway.com (الإنجليزية)
- مارديك مارديكيان على موقع كووورة
- اللاعب مارديك مارديكيان على موقع كووورة.